# Micropteropus intermedius
Micropteropus intermedius là một loài động vật có vú trong họ Dơi quạ, bộ Dơi. Loài này được Hayman mô tả năm 1963.

## Hình ảnh

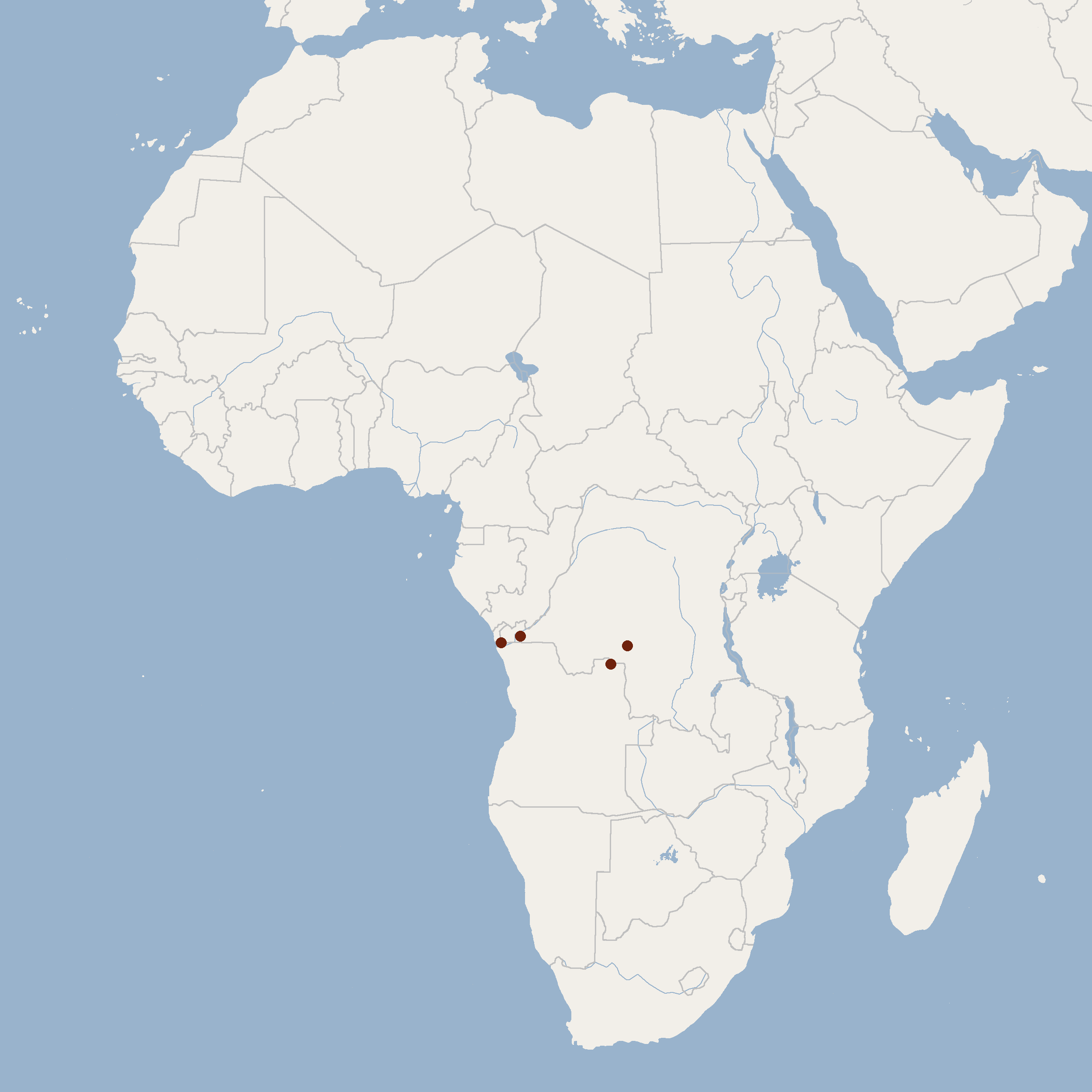